# Porphyrinia peralba
Porphyrinia peralba là một loài bướm đêm trong họ Noctuidae.